# 小行星4739
小行星4739（英語：4739 Tomahrens）是一颗围绕太阳公转的小行星。1985年10月15日，愛德華·鮑威爾在可可尼诺县发现了此天体。
这颗小行星的绝对星等为271.04024等。